# 110 (liczba)
110 (sto dziesięć) – liczba naturalna następująca po 109 i poprzedzająca 111.

## W matematyce
- 110 jest liczbą Harshada[1]
- 110 jest liczbą sfeniczną[2]
- 110 jest liczbą bezkwadratową[3]
- 110 jest liczbą proniczną[4]
- 110 jest sumą kwadratów trzech kolejnych liczb naturalnych (52 + 62 + 72)
- 110 jest palindromem liczbowym, czyli może być czytana w obu kierunkach, w pozycyjnym systemie liczbowym o bazie 21 (55)
- 110 należy do pięciu trójek pitagorejskich (66, 88, 110), (96, 110, 146), (110, 264, 286), (110, 600, 610), (110, 3024, 3026).

## W nauce
- liczba atomowa darmsztadtu (Ds)
- galaktyka NGC 110
- planetoida (110) Lydia
- kometa krótkookresowa 110P/Hartley

## W kalendarzu
110. dniem w roku jest 20 kwietnia (w latach przestępnych jest to 19 kwietnia). Zobacz też co wydarzyło się w roku 110 oraz w roku 110 p.n.e.

## W Biblii
- 110 lat żył patriarcha Józef (Rdz 50,22; Rdz 50,25).
- 110 lat żył Jozue, przywódcą Izraelitów po śmierci Mojżesza(Joz 24,29; Sdz 2,8)